# Astetholea
Astetholea is een kevergeslacht uit de familie van de boktorren (Cerambycidae). De wetenschappelijke naam van het geslacht werd voor het eerst geldig gepubliceerd in 1874 door Bates.

## Soorten
Astetholea omvat de volgende soorten:
- Astetholea aubreyi Broun, 1880
- Astetholea denticollis Fauvel, 1906
- Astetholea lepturoides Bates, 1876
- Astetholea opacicollis Fauvel, 1906
- Astetholea pauper Bates, 1874
- Astetholea picea (Montrouzier, 1861)
- Astetholea varia Fauvel, 1906